# Anagrus proscassellatii
Anagrus proscassellatii är en stekelart som beskrevs av Gennaro Viggiani och Riccardo Jesu 1995. Anagrus proscassellatii ingår i släktet Anagrus och familjen dvärgsteklar. Inga underarter finns listade i Catalogue of Life.